# Hot Brown

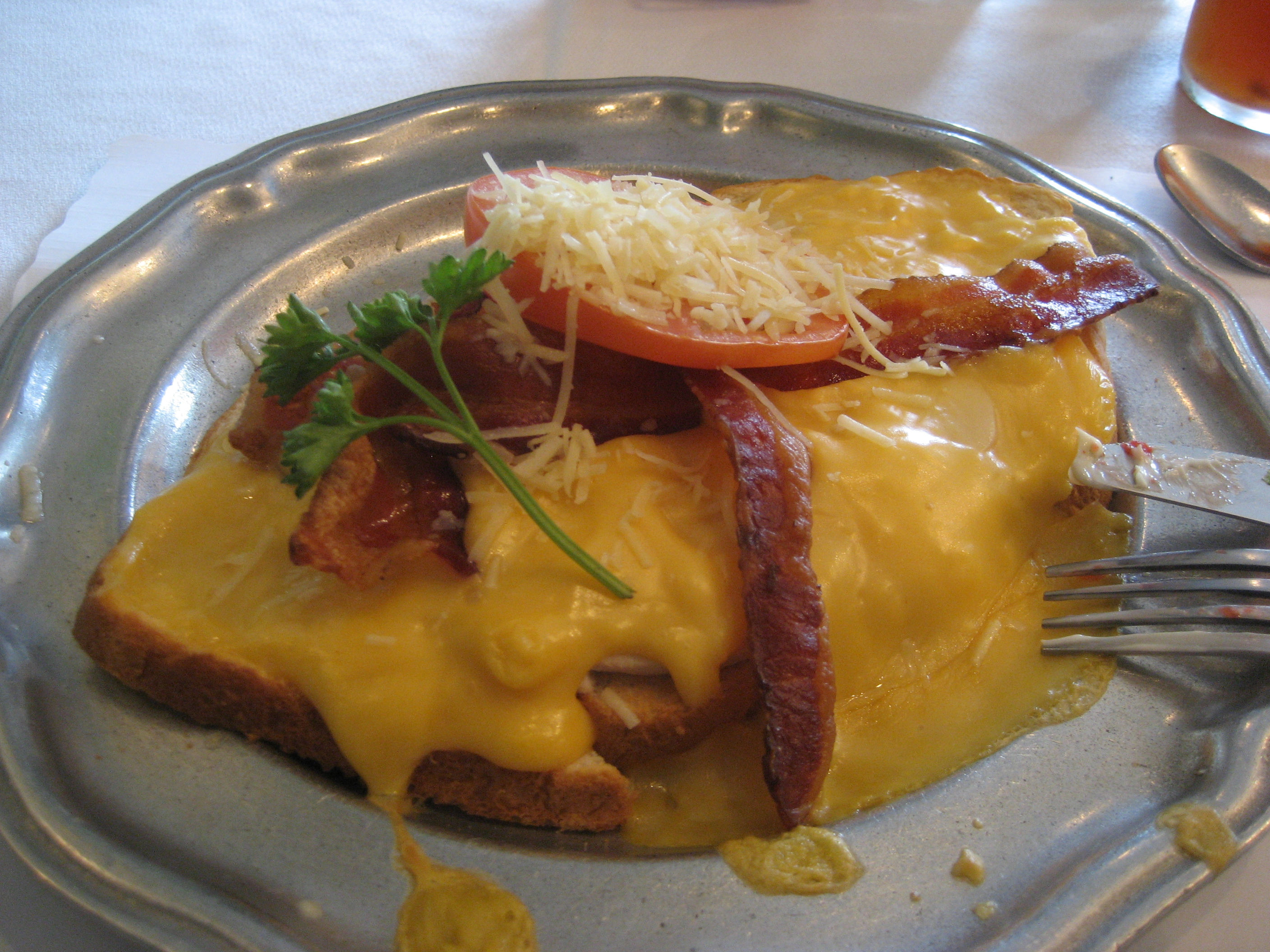
Una versión del Hot Brown elaborado con queso parmesano, queso americano fundido y tomates. Todo ello tal y como lo sirven en el Kurtz en Bardstown, Kentucky.

Hot Brown es una especie de sándwich caliente y abierto, elaborado con pavo y bacon, cubierto de salsa Mornay y metido al horno hasta que el pan se vuelva crujiente y la salsa se ponga marrón. El sándwich fue creado originariamente en las cocinas del  Hotel Brown en Louisville, Kentucky, por el cocinero Fred K. Schmidt en 1926. Fue uno de los sándwich de autor creados en el Brown Hotel tras haber sido fundado en 1923. Fue creado para ser servido como alternativa a los aperitivos de media noche elaborados con jamón y huevo.

## Historia y características

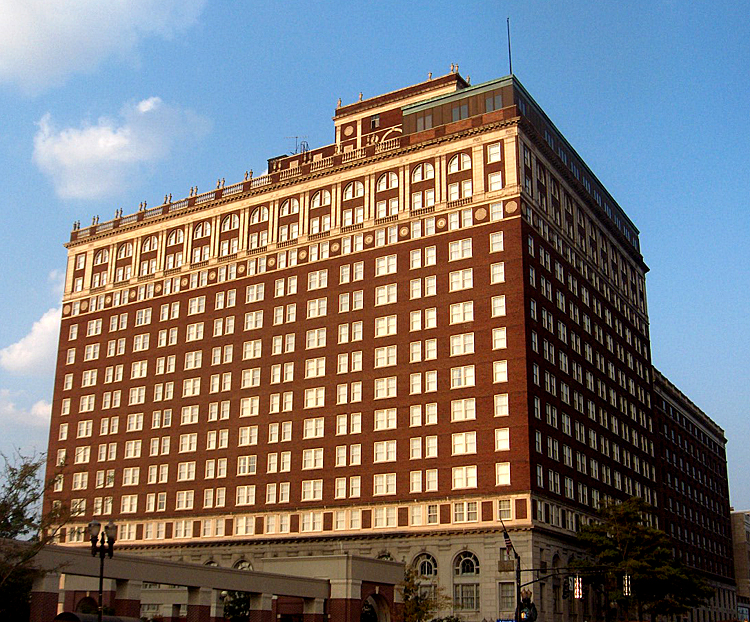
El Brown Hotel en Louisville, lugar de origen del Hot Brown

Cuando el chef Fred K. Schmidt creó el Hot Brown, las rebanadas de pavo eran una rareza, ya que este producto se reservaba para las festividades. El Hot Brown original incluía pavo fileteado en una rebanada tostada de pan blanco, con salsa Mornay cubriéndolo y queso parmesano y cheddar espolvoreado por encima. Luego era llevado al horno o a la parrilla hasta que burbujeara, el pan se pusiera crujiente y la salsa se tornara marrón. En versiones posteriores se agregó bacon, tomate o jamón. Tras su creación, fue prontamente adoptado por los huéspedes del hotel Brown, siendo pedido por el 95% de la concurrencia.
Este plato es una especialidad local del área de Louisville, y se volvió popular por todo Kentucky, aun cuando es también consumido por el resto de Estados Unidos. Entre 1971 y 1985, con motivo del cierre del hotel, el Hot Brown original no estuvo disponible.

## Variantes
También creado por Schmidt, el "cold brown" lleva aves cocidas (pollo o pavo), huevo duro, lechuga y tomate sobre una rebanada de pan de centeno, todo ello cubierto por salsa mil islas, pero no tuvo mucho éxito y en la actualidad raramente se sirve.
En St. Louis, el "Prosperity" es un sandwich similar, originado en el hotel Mayfair en la década de 1920. the Prosperity Sandwich is a similar dish, with origins at the Mayfair Hotel in the 1920s. Aún se sirve en el área y suele ser llamado "hot brown".

## Apariciones en televisión
- El Hot Brown apareció en un episodio del programa de Food Network Throwdown! with Bobby Flay, donde los chefs del hotel Brown Joe y John Castro compitieron y ganaron contra el chef televisivo Bobby Flay en la preparación del sándwich.[6]
- Apareció en dos programas de la PBS: el documental Sandwiches That You Will Like[7] y en The Mind of a Chef, donde el chef David Chang realizó tres variantes del mismo.[8]
- El Hot Brown apareció en The Today Show, de la NBC, donde el ganador de Top Chef Hosea Rosenberg erróneamente afirmó que su nombre se derivaba del hecho de que es "caliente, burbujeante y marrón".[9]
- En 2011 el conductor del programa Man v. Food Nation, de Travel Channel, probó un Hot Brown en el hotel en el que tuvo su origen.[10]